# Universiteit van Aberdeen
De Universiteit van Aberdeen is een Britse universiteit opgericht in 1495. De universiteit is gevestigd in Aberdeen, Schotland. Het is een van de oude universiteiten van Schotland.

## Geschiedenis

### King's and Marischal Colleges

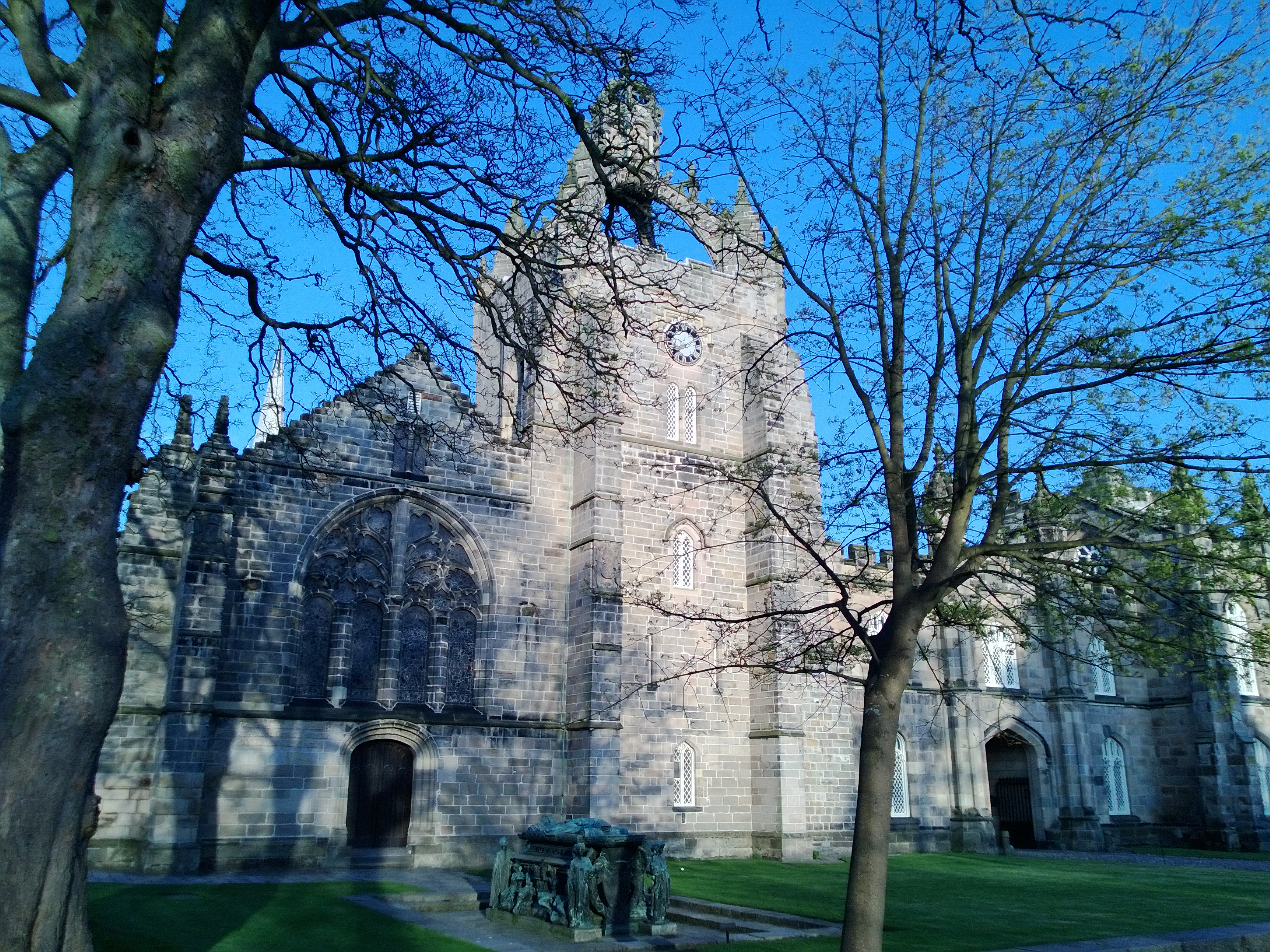
King's College, kapel en graf van William Elphinstone, 2013

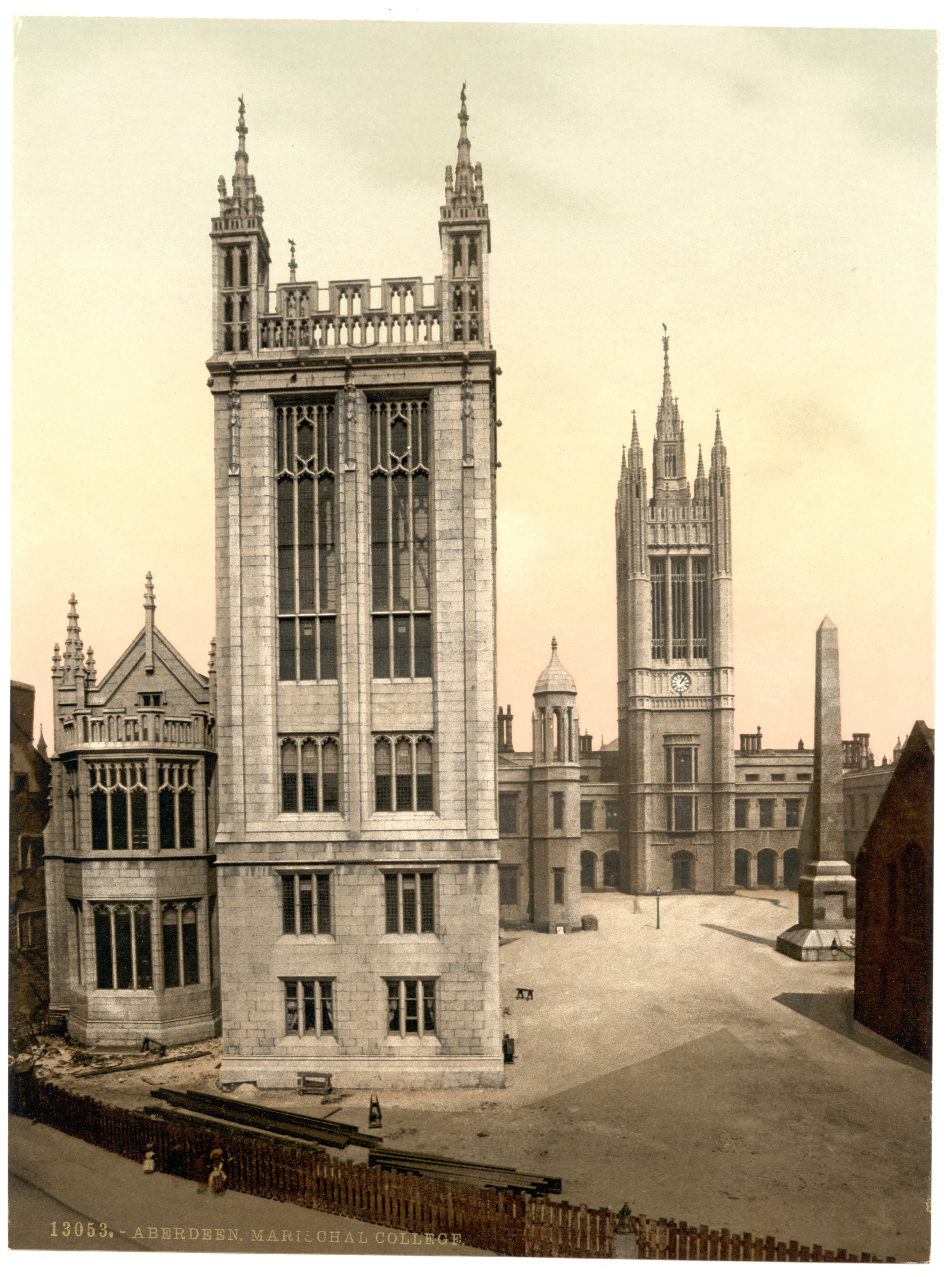
Marischal College, circa 1900

De eerste universiteit van Aberdeen, King's College, werd opgericht in 1495 door William Elphinstone, bisschop van Aberdeen, kanselier van Schotland en een afgestudeerde van de Universiteit van Glasgow. Dit was het gevolg van een verzoek namens koning Jacobus IV van Schotland aan paus Alexander VI, wat resulteerde in de uitgave van een pauselijke bul. Het eerste hoofd van de universiteit was Hector Boece, afgestudeerde en professor aan de Universiteit van Parijs, die nauw samenwerkte met Elphinstone voor de ontwikkeling van de universiteit. Het zou nog tien jaar duren vooraleer de eerste lessen van start gingen. In 2005 werd de viering van 500 jaar universiteit gehouden.
Naar aanleiding van de Schotse reformatie in 1560, werd het rooms-katholieke personeel in King's College ontslagen, maar de hogeschool bleef voor de rest gevrijwaard van grote veranderingen. George Keith, de vijfde graaf van Marischal was een vernieuwer binnen het college en ondersteund door de ideeën over hervormingen van Petrus Ramus richtte hij in april 1593 een tweede universiteit op in de stad, het Marischal College. Het was hoogst ongebruikelijk in deze periode om twee universiteiten in één stad te hebben, evenveel als Engeland op dat moment (de Universiteit van Oxford en de Universiteit van Cambridge). Daarnaast werd er ten noorden van Aberdeen (Fraserburgh) in 1595 nog een universiteit opgericht door Sir Alexander Fraser, maar deze werd 10 jaar later weer gesloten.
Aanvankelijk werd door het Marischal College aan de directeur van het King's College aangeboden om de academici mee te selecteren maar dit werd geweigerd, een begin van een lange rivaliteit. Het Marischal College, dat zich in het commerciële centrum van de stad bevond (de kleinere enclave Old Aberdeen in plaats van het oude centrum) was heel verschillend van aard. Het was meer geïntegreerd in het stadsleven, het werd de studenten zelfs toegestaan om buiten het college te leven. De twee rivaliserende scholen botsten vaak, soms in de rechtbank, maar dit resulteerde ook in vechtpartijen tussen studenten in de straten van Aberdeen.
Toen de instellingen uiteindelijk begonnen met hun geschillen op te lossen volgden in de 17e eeuw enkele mislukte pogingen tot een fusie. Gedurende die periode werd er door beide universiteiten intellectueel veel bijgedragen tot de Schotse verlichting. Beide hogescholen steunden ook de Jakobitische opstand in 1715, waarbij er na de nederlaag, door de autoriteiten een zuivering werd gehouden onder de academici en ambtenaren.

### Oprichting van de universiteit van Aberdeen
In 1641 werd bij een eerste poging tot fusie de "Caroline University of Aberdeen" opgericht door koning Karel I van Schotland. Na de Engelse Burgeroorlog tussen Engeland, Ierland en Schotland van 1639 tot 1651, werd een poging tot complete eenwording ondernomen via een ratificering van het Europees Parlement door Oliver Cromwell tijdens het interregnum in 1654. Deze universiteit bleef bestaan tot de Restauratie in 1660, waarbij alle wetten in deze periode werden ingetrokken door koning Karel II van Engeland en de twee hogescholen terugkeerden naar hun onafhankelijke status. Koning Karel I wordt nog steeds erkend als een van de oprichters van de universiteit wegens zijn rol in het creëren van de "Caroline University" en zijn welwillendheid tegenover het King's College. Over de gehele 18de en vroege 19de eeuw volgden er nog verscheidene mislukte pogingen tot hereniging.
De twee universiteiten in Aberdeen werden uiteindelijk definitief samengevoegd op 15 september 1860, in overeenstemming met de "University (Scotland) Act 1858", die ook een nieuwe medische opleiding voorzag aan het Marischal College.

### De moderne universiteit

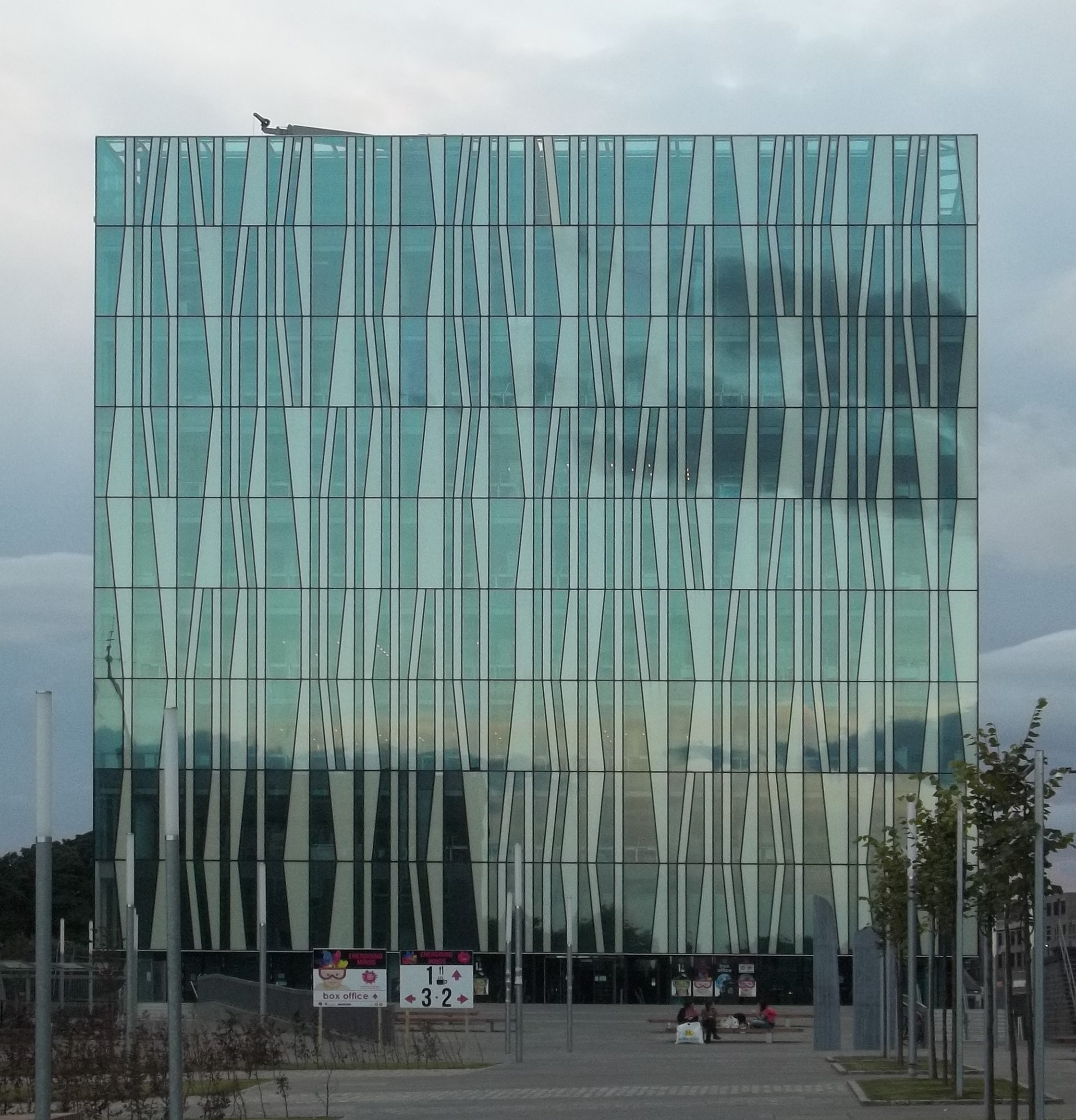
Voorgevel van de Sir Duncan Rice Library op de King's College campus

De relatie tussen de twee ex-universiteitscampussen is veranderd door de jaren heen. Op het moment van eenwording had elke campus ongeveer een gelijk aantal studenten. In de late 19de eeuw werd begonnen met de uitbreiding van de gebouwen op Marischal College, met een aanzienlijke verbouwing die voltooid werd in 1906. In de 20ste eeuw werd de universiteit verder uitgebreid en werden er veel nieuwe gebouwen geconstrueerd op het land rond King’s College. Aanvankelijk werden deze gebouwen in dezelfde stijl gebouwd als de bestaande gebouwen maar vanaf de jaren 1960 werden ze opgetrokken in Brutalistische stijl. Ondertussen was men in 1930 begonnen met het opleiden van medische studenten voor de Aberdeen Royal Infirmary.
Halverwege de 20ste eeuw verhuisden de departementen van het Marischal College naar een van deze nieuwe gebouwen (de meeste in het King's College). Einde 20ste eeuw was het Marischal College op het Anatomy Department, de graduation hall en het Marischal Museum na, bijna volledig verlaten. Na een uitgebreide fondsenwerving (£ 57.000.000) werd een nieuwe universiteitsbibliotheek (de Sir Duncan Rice Library) geopend in het najaar van 2011 op de campus King’s College ter vervanging van de oude te klein geworden Queen Mother Library. De bibliotheek werd officieel geopend door Koningin Elizabeth II in september 2012. Vandaag de dag besteden de meeste studenten het grootste deel van hun tijd in de moderne gebouwen die up-to-date faciliteiten bieden voor onderwijs, onderzoek en andere activiteiten. De oude gebouwen aan het King's College worden nog steeds dagelijks gebruikt voor lezingen en studies en er is accommodatie voor verschillende academische afdelingen.

## Locaties

### King's College

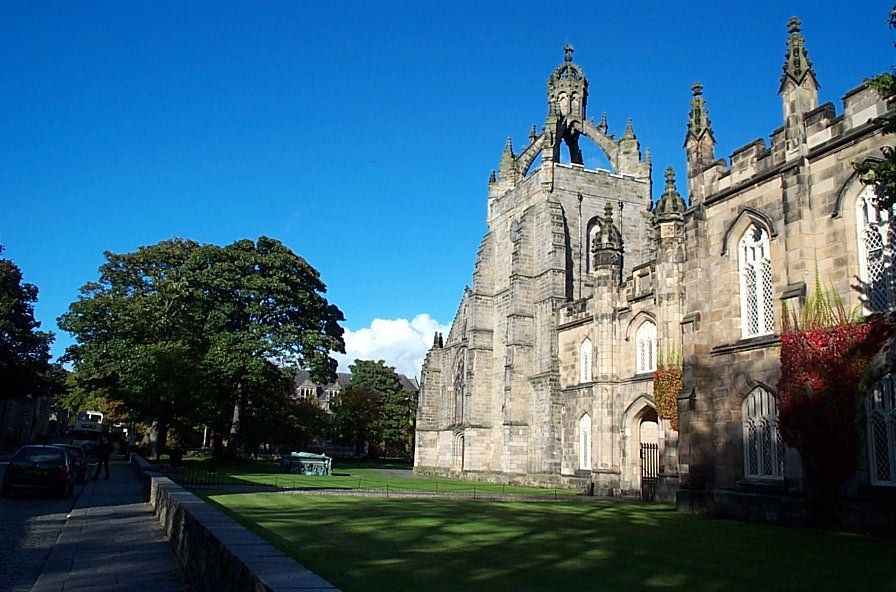
King's College

Deze campus heeft een oppervlakte van ongeveer 35 hectare rond de oude gebouwen van King’s College en ligt op 2 mijl ten noorden van het centrum van Aberdeen. Hier bevinden zich ongeveer twee derde van de universiteitsgebouwen en de meeste studentenvoorzieningen.
De historische gebouwen van het King's College vormen een vierhoek met binnenhof waarvan twee kanten zijn herbouwd en uitgebreid met een vleugel voor een bibliotheek in de 19de eeuw. De Crown Tower en de kapel, de oudste delen, dateren van rond 1500.

### Marischal College

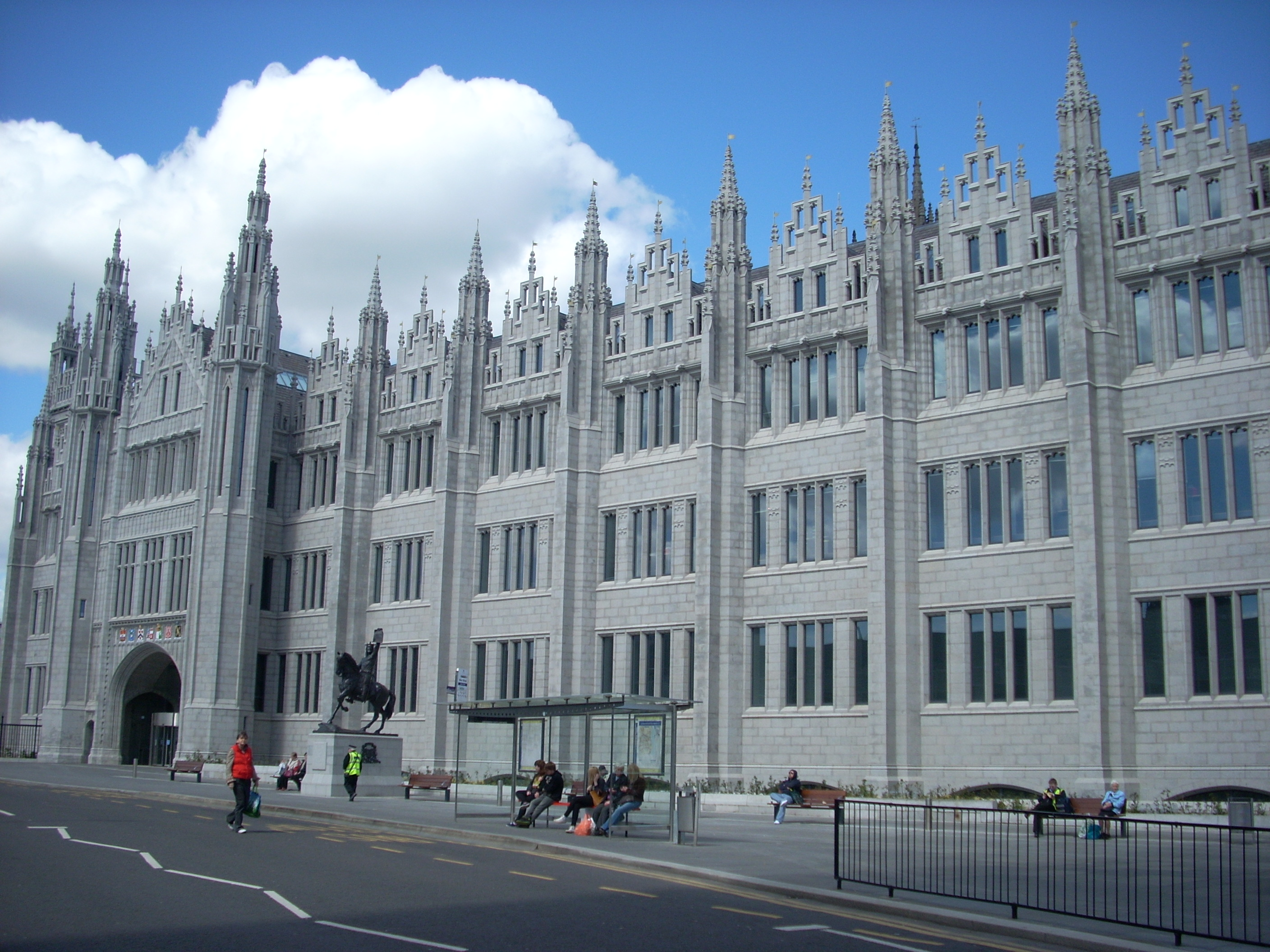
Marischal College (na de renovatie in 2011)

Marishal College is een neogotisch gebouw dat herbouwd werd in 1836-1841 en enkele jaren later sterk uitgebreid. Oorspronkelijk was dit een open driezijdig hof maar door het toevoegen van nieuwe gebouwen, geopend in 1906 door koning Edward VII, vormt dit nu een gesloten vierkant met de huidige gebouwen gelegen aan Broad Street. De Mitchell Tower aan de achterzijde is genoemd naar zijn weldoener Dr Charles Mitchell die de bouw financierde. De opening van deze toren in 1895 was onderdeel van de viering van de 400ste verjaardag van de universiteit. Er wordt geen onderwijs meer gegeven. Na een restauratieproject in 2011 wordt het gebouw nu gebruikt door de Aberdeen City Council en is dit het administratief centrum van de stad geworden.

### Overige locaties

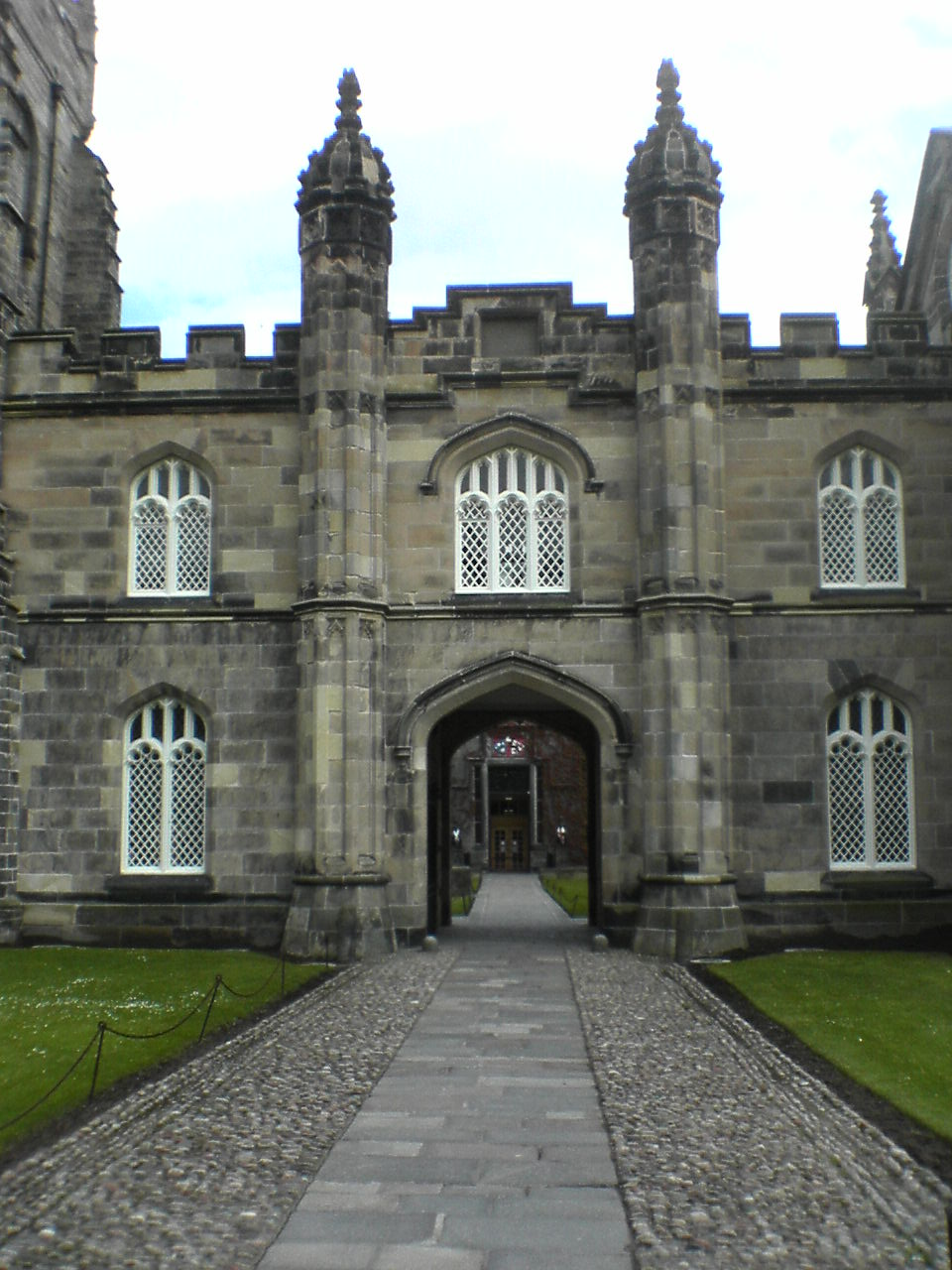
Ingang tot de King's College Quadrangle

#### Foresterhill
De Foresterhill-site bevat de universiteitsscholen van medicijnen en tandheelkunde, de medische bibliotheek en gebouwen voor onderricht en onderzoek. De campus is gelegen aan Foresterhill in het West End van Aberdeen. Het werd een deel van de universiteit in 1938 na de verhuizing van de Medical School en maakt deel uit van een modern academisch ziekenhuis naast de Aberdeen Royal Infirmary. Het 41 hectare grote terrein is gedeeltelijk eigendom van de universiteit (ongeveer een derde) en gedeeltelijk van NHS Scotland.

#### Hilton
De kleine campus van Hilton, gelegen minder dan een mijl ten zuidwesten van King’s College, werd in 2001 onderdeel van de universiteit van Abderdeen na een fusie met het Northern College en werd tijdelijk de thuisbasis van de Faculty of Education. Na de renovatie van het MacRobertgebouw aan King's College verhuisde de Faculty of Education in 2005 en werd de Hiltoncampus gesloten, verkocht aan ontwikkelaars en gesloopt.

## Colleges en scholen

### College of Arts and Social Sciences
- University of Aberdeen Business School
- School of Divinity, History and Philosophy

Department of Divinity and Religious Studies
Department of History of Art
Department of History (including Cultural History)
Department of Philosophy
- School of Education

Department of Education
Department of Music
- School of Language and Literature

Department of English (incl. Literature)
Department of Language and Linguistics
Department of Film and Visual Culture
Department of Modern Languages (incl. French, Celtic, German, and Hispanic Studies)
- School of Law
- School of Social Science

Department of Anthropology
Department of Politics and International Relations
Centre for the Study of Public Policy
Department of Sociology
- Graduate School

Er zijn ook een aantal Researchcentra en instituten

### College of Life Sciences and Medicine
- School of Biological Sciences
- School of Medical Sciences
- School of Medicine and Dentistry
- School of Psychology

Wordt ondersteund door:
- Graduate School
- Institute of Applied Health Sciences
- Institute of Biological and Environmental Sciences
- Institute of Medical Sciences

### College of Physical Sciences
- Graduate School
- School of Engineering
- School of Geosciences

Department of Archaeology
Department of Geography and Environment
Department of Geology and Petroleum Geology
- School of Natural and Computing Sciences

Department of Chemistry
Department of Computing Science
Department of Mathematics
Department of Physics
- College Research Centres

The Aberdeen Institute of Energy
Aberdeen Institute for Coastal Sciences and Management (AICSM)
Aberdeen Centre for Environmental Sustainability (ACES)
Centre for Transport Research (CTR)
Institute for Complex Systems and Mathematical Biology (ICSMB)
Centre for Applied Dynamics (CADR)
Northern Rivers Institute (NRI)
Marine Biodiscovery Centre
Centre for Micro- and Nanomechanics (CEMINACS)
Centre for Innovative Building Materials and Technologies (CIBMT)

## Alumni

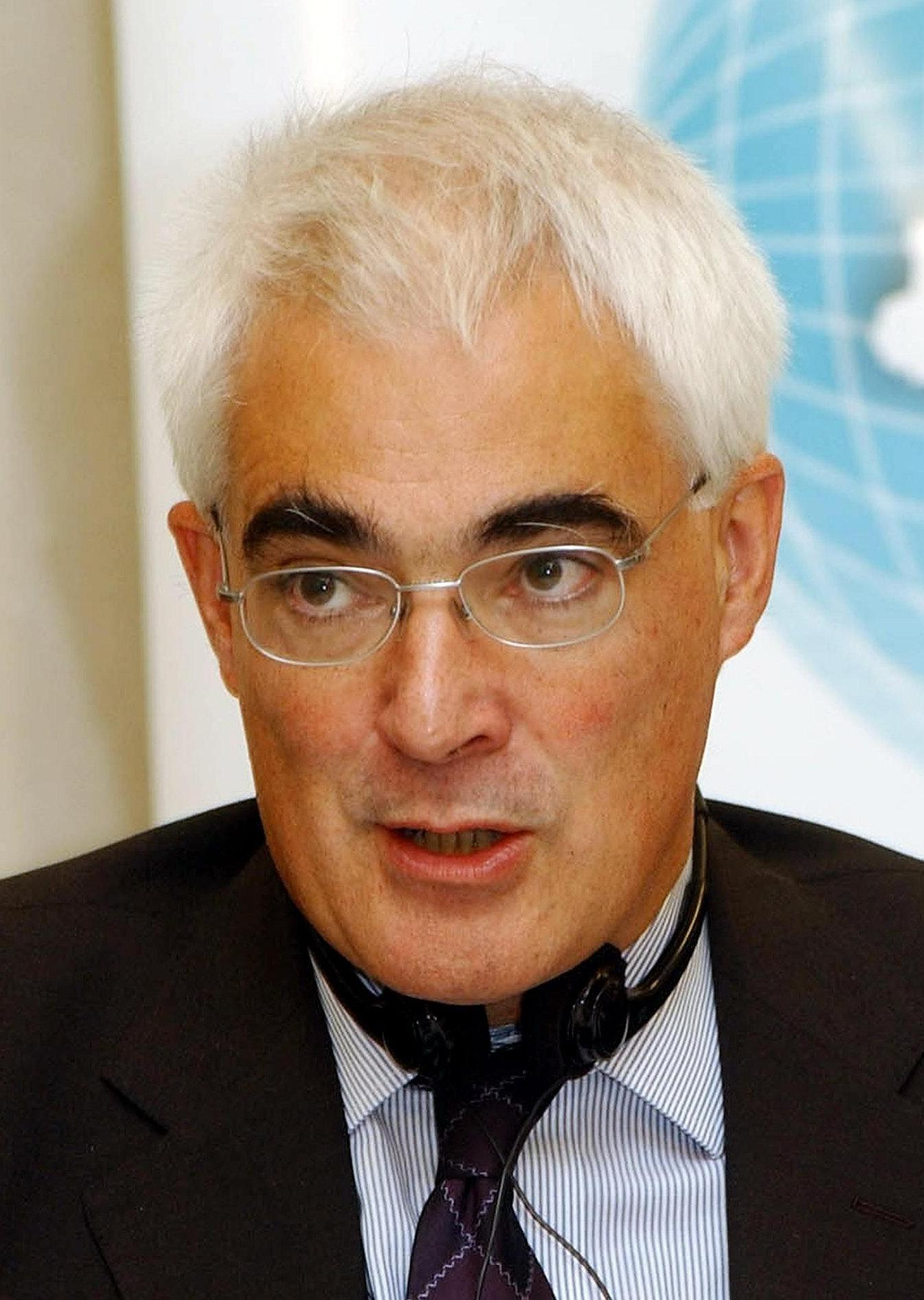
Alistair Darling, Labour-politicus

Onder de alumni van de universiteit bevinden zich tal van Britse vooraanstaande personen, onder wie  Alistair Darling, Thomas Reid, nobelprijswinnaar John Macleod, Secretary of State for Scotland Alistair Carmichael, voormalig Paymaster General Tessa Jowell en de huidige Chief Constable van de Police Scotland Stephen House. Verder de zakenmannen Will Whitehorn en Stephen Carter en radio- en televisiepersoonlijkheden Nicky Campbell, James Naughtie, Sandy Gall, Glen Oglaza en Derek Rae. Bekend in literaire kringen zijn Ali Smith, Simon Farquhar, sciencefictionschrijver Adam Roberts, Thomas Urquhart en Archibald Forbes.
Alumni van de medische faculteit zijn onder andere Sir Patrick Manson en James Cantlie. Ook dame Sue Black studeerde hier.

## Fotogalerij

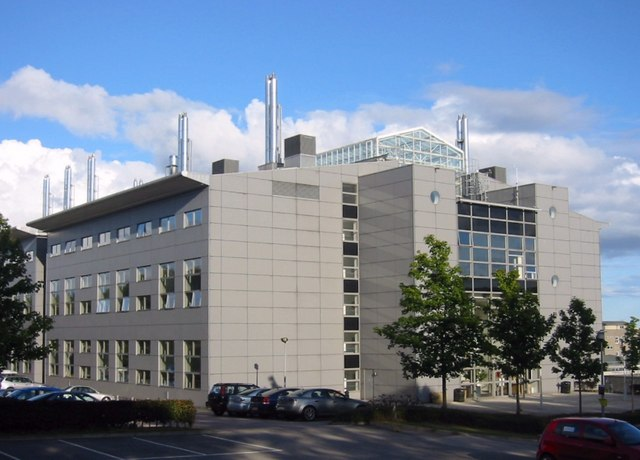
Institute of Medical Sciences, Aberdeen
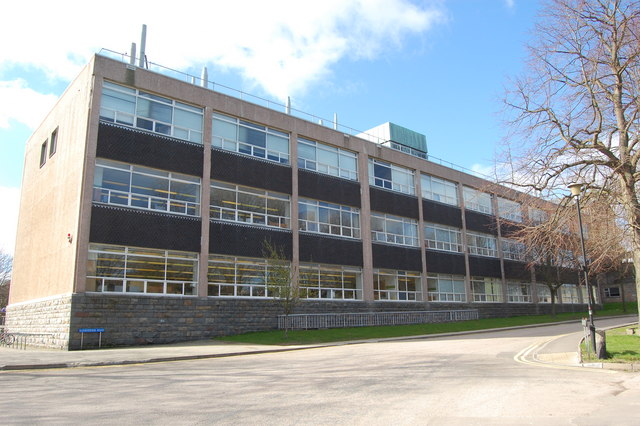
Chemistry Department
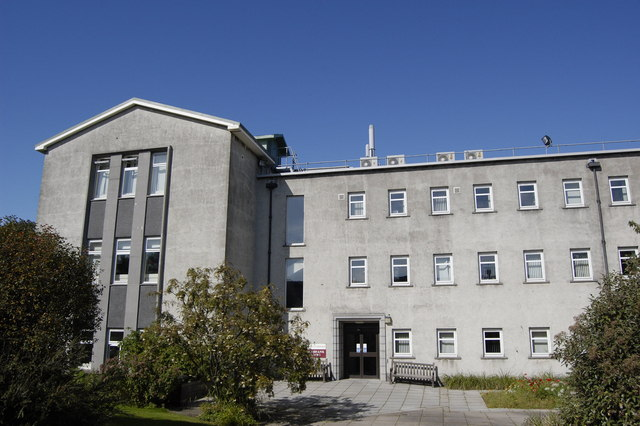
Cruickshank gebouw
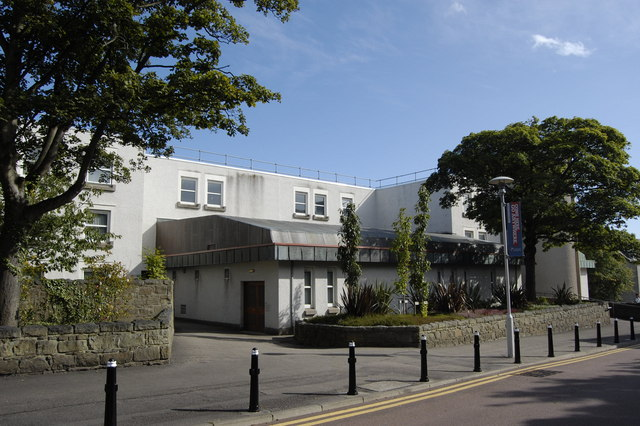
Edward Wright gebouw
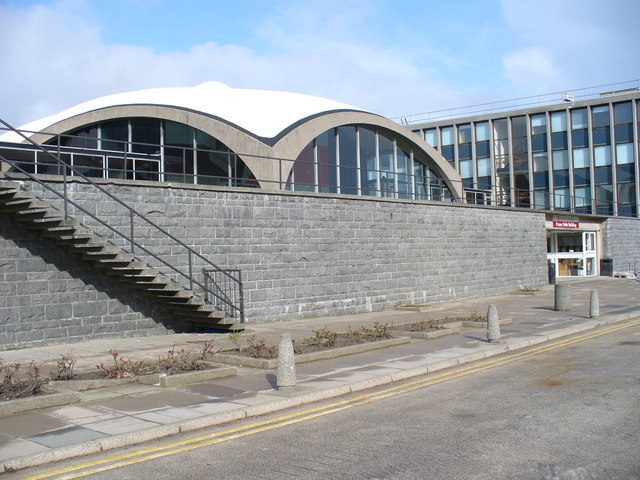
Fraser Noble gebouw
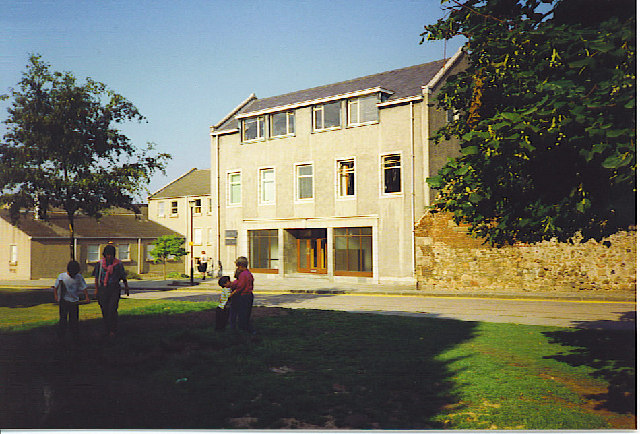
Geografiedepartment
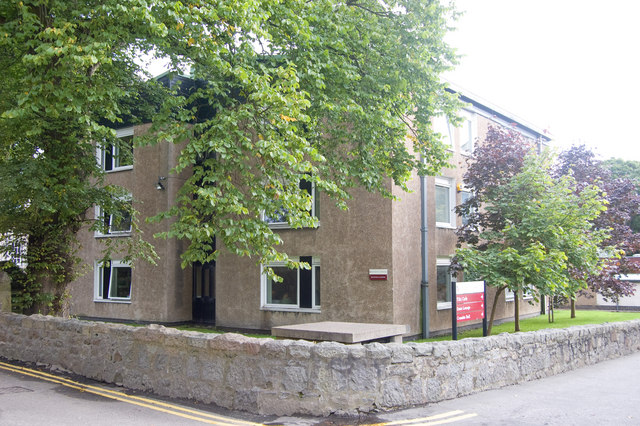
Geschiedenisdepartment
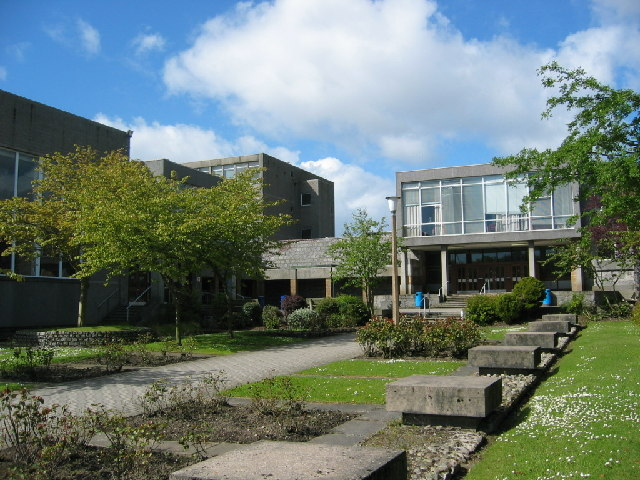
Faculty of Education
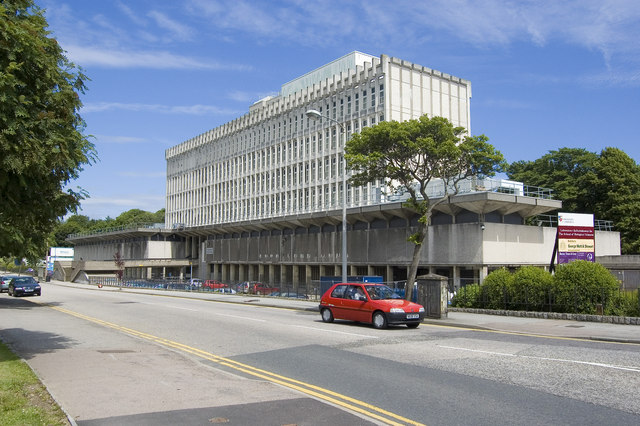
Zoology gebouw